# シエンフエーゴス州
シエンフエーゴス州（シエンフエーゴスしゅう、西：Provincia de Cienfuegos）はキューバの州（地方行政区分）のひとつである。州都はシエンフエーゴス。1819年にフランス人居住者によって創設された。同州はキューバで面積が最小の州である。経済的にはほとんどサトウキビの生産と精糖産業に依存している。砂糖工場やサトウキビのプランテーションが点在している。州内の山地に複数の滝が存在する。
スキューバダイビングが旅行者や地元民の間で、大変人気がある。以前、同州のエリアは、サンクティ・スピリトゥス州とビジャ・クラーラ州と共に、今は無きサンタ・クラーラ州 (Santa Clara) に属していた。

## 隣接州
- マタンサス州
- ビジャ・クララ州
- サンクティ・スピリトゥス州

## 自治体
| 自治体名                                            | 人口 (2004) | 面積 (km²) | 位置                                                              | 備考 |
| --------------------------------------------------- | ----------- | ---------- | ----------------------------------------------------------------- | ---- |
| アブレウス（Abreus）                                | 30330       | 564        | 北緯22度16分50秒 西経80度34分4秒 / 北緯22.28056度 西経80.56778度  |      |
| アグアーダ・デ・パサヘーロス（Aguada de Pasajeros） | 31687       | 680        | 北緯22度23分5秒 西経80度50分46秒 / 北緯22.38472度 西経80.84611度  |      |
| シエンフエーゴス                                    | 163824      | 333        | 北緯22度08分45秒 西経80度26分11秒 / 北緯22.14583度 西経80.43639度 | 州都 |
| クルセス（Cruces）                                  | 32139       | 198        | 北緯22度20分32秒 西経80度16分34秒 / 北緯22.34222度 西経80.27611度 |      |
| クマナジャグア（Cumanayagua）                       | 51435       | 1099       | 北緯22度09分9秒 西経80度12分4秒 / 北緯22.15250度 西経80.20111度   |      |
| ラハス（Lajas）                                     | 22602       | 430        | 北緯22度24分59秒 西経80度17分26秒 / 北緯22.41639度 西経80.29056度 |      |
| パルミーラ（Palmira）                               | 33153       | 318        | 北緯22度14分40秒 西経80度23分39秒 / 北緯22.24444度 西経80.39417度 |      |
| ローダス（Rodas）                                   | 33477       | 552        | 北緯22度20分34秒 西経80度33分19秒 / 北緯22.34278度 西経80.55528度 |      |